# Френсіс Фредерік
Френсіс Фредерік (англ. Francis Frederick, 28 лютого 1907 — 2 травня 1968) — американський академічний веслувальник.
Олімпійський чемпіон 1928 року в складі вісімки.